# Alive in Seattle
Alive in Seattle è un album dal vivo del gruppo rock statunitense Heart, pubblicato nel 2003.

## Tracce

### Disco 1
1. Crazy on You – 5:03
2. Sister Wild Rose – 3:28
3. The Witch (The Sonics cover) – 2:59
4. Straight On – 5:21
5. These Dreams – 5:38
6. Mistral Wind – 7:39
7. Alone – 4:58
8. Dog & Butterfly – 6:15
9. Mona Lisas and Mad Hatters (Elton John cover) – 5:50
10. The Battle of Evermore (Led Zeppelin cover) – 5:49

### Disco 2
1. Heaven – 5:51
2. Magic Man – 6:00
3. Two Faces of Eve – 4:16
4. Love Alive – 5:52
5. Break the Rock – 3:54
6. Barracuda – 6:10
7. Wild Child – 4:37
8. Black Dog (Led Zeppelin cover) – 6:12
9. Dreamboat Annie (Reprise) – 3:27

## Formazione
- Ann Wilson - voce, cori, chitarra, autoharp, flauto, ukulele
- Nancy Wilson - voce, cori, chitarra, mandolino, ukulele
- Scott Olson - chitarra, lap steel guitar, cori
- Tom Kellock - tastiera
- Mike Inez - basso
- Ben Smith - batteria, percussioni